# التكيتان المصريتان
التكيتان المصريتان أو المبرتان المصريتان كانتا تكيتين خيريتين صنعت فيهما الأطعمة وقدمت للحجاج والمعتمرين القادمين إلى الحرمين من شتى بقاع العالم الإسلامي وكذا مكانين لإقامة المنقطعين وبعض من موظفى الدولة المصرية. أحد أهم الشواهد التاريخية في المملكة المصرية على خدمة الحجاج والمعتمرين وقام محمد على باشا الكبير بتشييدها وبنائها داخل أراضي الحجاز - في مكة المكرمة والمدينة المنورة - في سنة 1238 هجرية - 1822 ميلادية.
وظل الحجاج يعتمدون على ما ترسله مصر سنويا من خيرات ومخصصات للحرمين الشريفين وللأشراف والقبائل العربية فيما عرف باسم مخصصات الحرمين والصرة الشريفة. خصص محمد علي هذه التكية لخدمة فقراء الحرم المكي من جميع الجنسيات والشعوب المختلفة الذين أعوزتهم الحاجة ولا يجدون مأوي يأوون إليه ولا يجدونطعاما يقيمون به أودهم.
وكان للتكية ناظر ومعاون وكتبة يقومون جميعا بخدمة الفقراء. وبها طاحونة لطحن القمح يتناوب إدارتها أربعة بغال لطحن القمح، وفيها مطبخ واسع به ثمانية أماكن يوضع عليها أوان ثمان من ذات الحجم الكبير وبها مخبز ذو بابين يخبز به العيش ومخزن وحجر للمستخدمين.
وفي مدة الحج يسكنها بعض عمال المحمل كالطبيب والصيدلي وكاتب القسم العسكري. وكانت خدمة تكية مكة والإنفاق عليها ميدانا للتسابق بين حكام أسرة محمد علي.
كانت التكية تضم أيضا مكتبة ومدرسة ويوجد بها أطباء لمعالجة المرضى سواء المقيمين والأهالي والوافدين وقد حظيت التكية بالعناية التي خصها بها والي مصر محمد سعيد باشا وأوقفت 4751 فدانا فقط للتكية المصرية في مكة والمدينة المنورة. وبعد وفاة محمد سعيد باشا جاء الخديوي إسماعيل الذي أمر بزيادة الأرزاق من أموال ومحاصيل زراعية للتكية المصرية.
وفي التكية بيوت أدب (حمامات) وصنابير ماء ومكان جميل مفروش في وسط بركة ماء صناعية (فسقية) ويجلس به أمير الحج وأمير الصرة وكاتب حينما يصرفون المرتبات وبعد قيام ثورة يوليو وانتهاء أسرة محمد علي باشا من الحكم استبدلت وزارة الأوقاف اسم التكية المصرية باسم (المبرة المصرية) وذلك عام 1374هـ. بدأت فكرة إنشاء التكية المصرية بعد دخول جيوش والي مصر محمد علي الأراضي الحجازية، فأمر ببناء التكية المصرية في مكة المكرمة وأمر أبنه القائد إبراهيم باشا بإنشاء تكية مصرية بالمدينة المنورة.
كان عدد المستفيدين من التكية المصرية في الأيام العادية يصل إلى حوالي 400 شخص، تزيد في المواسم كشهر رمضان وموسم الحج لتصل إلى 4000 شخص. ومع تناوب حكام مصر المختلفين ظل الأهتمام بالتكية المصرية من أهم أولوياتهم حتى عهد الملك فاروق الأول، إلا أنه تم هدمها من قبل السلطات السعودية عام 1983. وكانت الأرض التي تقام عليها التكية وقف لمصر وتشرف عليها وزارة الأوقاف حتى عهد قريب.